# Giuliano Pisani
Giuliano Pisani (Verona, 13 aprile 1950) è un filologo classico e storico dell'arte italiano.

## Biografia e studi
Nato a Verona il 13 aprile 1950, nel 1974 si laurea in Storia greca all'Università degli Studi di Padova con Franco Sartori. Vincitore di Concorso nazionale a cattedre, nel 1978 è nominato docente straordinario di Lettere Latine e Greche al liceo classico Giorgione di Castelfranco Veneto (Treviso) e dal 1979 al 2010 è ordinario al Liceo Classico "Tito Livio" di Padova. Dal 2011 al 2022 è stato membro del Comitato Istituzionale dei Garanti per la Cultura Classica del MIUR, con compiti di promozione e sviluppo della cultura classica nella scuola secondaria di secondo grado e di cura delle Olimpiadi delle Lingue e Civiltà Classiche.
Per i suoi meriti culturali è membro della Société Européenne de Culture dal 1991, socio della Fondazione Lorenzo Valla dal 1996 e socio corrispondente dal 2013 ed effettivo dal 2017 dell'Accademia Galileiana di Scienze, Lettere ed Arti.
I suoi interessi di studioso spaziano in vari campi, ma sono incentrati prevalentemente sulla filosofia, intesa come guida all'azione e alla saggezza. Di qui le sue traduzioni e i suoi studi su Platone e Plutarco (in particolare i Moralia, gli scritti etici che si occupano di cura dell'anima, di educazione, di politica) e su Marsilio Ficino. Sua anche una innovativa e per certi aspetti rivoluzionaria interpretazione della Cappella degli Scrovegni di Giotto.
Dal 1983 al 1988 è stato segretario e dal 1988 al 2023 Presidente dell'Associazione Italiana di Cultura Classica, Delegazione di Padova. Ha ideato e promosso fortunati cicli di conferenze.
Dal 27 maggio 2011 a maggio 2013 è stato membro del Consiglio direttivo dell'Istituto veneto per la storia della Resistenza e dell'età contemporanea dell'Università di Padova, poi Centro d'Ateneo (CASREC).
Attivo promotore culturale, con un'attenzione particolare rivolta al mondo giovanile, ha ideato nel 1994 il Premio letterario Campiello Giovani, di cui è stato fino al 2021 Presidente del Comitato tecnico.
Nel 2013 è stato Presidente esecutivo della Giuria internazionale del Premio Ernest Hemingway di Lignano Sabbiadoro (XXIX ed.), di cui ha riscritto lo statuto.
Nel 2001 ha ideato con Virginia Baradel il format Gemine Muse, che prevede il dialogo tra l'opera di un giovane artista con un'opera di sua scelta conservata in un museo, progetto divenuto in breve di respiro europeo.
Dal 1995 organizza a Padova un ciclo di incontri, da lui ideato, sul tema "Filosofia come terapia".
Da anni ha promosso il progetto Padua - Home of the Righteous, che ha portato alla realizzazione del Giardino dei Giusti del Mondo: inaugurato il 5 ottobre 2008, vi si onora con una pianta coloro che si sono opposti ai genocidi del XX secolo in ogni parte del mondo.
Il suo impegno civile lo ha portato a ricoprire l'incarico di consigliere comunale (dal 1999 al 2014) e di Assessore alla Cultura e alle politiche scolastiche e giovanili della città di Padova (2000-2004).
Nella seduta del 22 febbraio 2010 ha scritto e fatto approvare all'unanimità dal Consiglio Comunale di Padova la proposta di candidatura seriale della Cappella degli Scrovegni di Giotto e degli altri siti affrescati padovani del Trecento ad essere riconosciuta come Patrimonio Mondiale dell'UNESCO, proposta accolta dall'UNESCO il 24 luglio 2021.

## Studi su Plutarco
Edizione, con testo greco, traduzione, introduzioni e note, dei Moralia di Plutarco, di cui sono usciti i primi tre volumi, per un totale di ventiquattro scritti (edizioni Biblioteca dell'Immagine di Pordenone):
- Moralia I - «La serenità interiore» e altri testi sulla terapia dell'anima, 1989, pp. LIX-508 (De tranquillitate animi; De virtute et vitio; De virtute morali; An virtus doceri possit; Quomodo quis suos in virtute sentiat profectus; Animine an corporis affectiones sint peiores; De vitioso pudore; De cohibenda ira; De garrulitate; De curiositate; De invidia et odio; De cupiditate divitiarum)
- Moralia II - L'educazione dei ragazzi, 1990, pp. XXXVIII-451 (De liberis educandis; Quomodo adolescens poetas audire debeat; De recta ratione audiendi; De musica, in collaborazione con Leo Citelli)
- Moralia III - Etica e politica, 1992, pp. XLIII-490 (Praecepta gerendae rei publicae; An seni sit gerenda res publica; De capienda ex inimicis utilitate; De se ipsum citra invidiam laudando; Maxime cum principibus philosopho esse disserendum; Ad principem ineruditum; De unius in republica dominatione, populari statu et paucorum imperio; De exilio)
- Plutarco, Vite di Lisandro e Silla, Fondazione Lorenzo Valla, 1997 (cura della traduzione di Giuliano Pisani, del testo di Mario Manfredini e degli apparati critici di Maria Gabriella Angeli Bertinelli e Luigi Piccirilli).

Negli Oscar Mondadori Giuliano Pisani ha pubblicato i seguenti testi plutarchei:
- Consigli politici, 1994, pp. V-XL, 1-148
- La serenità interiore, 1995, pp. 1–95
- L'arte di ascoltare, 1995, pp. 1–90
- Come educare i figli, 1996, pp. 1–127.
- Come trarre vantaggio dai nemici, 1996, pp. 1–89

Nel 2017 per la collana Il pensiero occidentale della Bompiani ha coordinato con Emanuele Lelli l'edizione bilingue integrale in un unico volume dei Moralia:
- (GRC, IT) Plutarco, Tutti i Moralia, prima traduzione italiana completa, Milano, Bompiani, 2017, ISBN 978-88-452-9281-1.[1]

## Studi sulla Cappella degli Scrovegni di Giotto
- L'ispirazione filosofico-teologica nella sequenza Vizi-Virtù della Cappella degli Scrovegni, «Bollettino del Museo Civico di Padova», XCIII, 2004, Milano 2005, pp. 61-97[2].
- Terapia umana e divina nella Cappella degli Scrovegni, in «Il Governo delle cose», dir. Franco Cardini, Firenze, n. 51, anno VI, 2006, pp. 97-106.
- L'iconologia di Cristo Giudice nella Cappella degli Scrovegni di Giotto], in «Bollettino del Museo Civico di Padova», XCV, 2006, pp. 45–65[3].
- Le allegorie della sovrapporta laterale d'accesso alla Cappella degli Scrovegni di Giotto, in «Bollettino del Museo Civico di Padova», XCV, 2006, pp. 67–77[4].
- Il miracolo della Cappella degli Scrovegni di Giotto, in Modernitas – Festival della modernità (Milano, 22-25 giugno 2006), Spirali, Milano 2006, pp. 329–57[5].
- Una nuova interpretazione del ciclo giottesco agli Scrovegni, in «Padova e il suo territorio», XXII, 125, 2007, pp. 4–8.
- I volti segreti di Giotto. Le rivelazioni della Cappella degli Scrovegni, Rizzoli, Milano 2008, 2009, 2011; Mondolibri 2009; Editoriale Programma 2015, pp. 360.
- Il programma della Cappella degli Scrovegni, in Giotto e il Trecento, catalogo a cura di A. Tomei, Skira, Milano 2009, I – I saggi, pp. 113-127.
- La Desperatio, ultimo vizio nella Cappella degli Scrovegni di Giotto, in Disperazione. Saggi sulla condizione umana tra filosofia, scienza e arte, a cura di G. F. Frigo, Mimesis, Milano 2010, pp. 209-232.
- Le iscrizioni latine sulle porte pretorie del Palazzo della Ragione di Padova, in «Padova e il suo territorio», 166, 2013, pp. 17-22.
- La fonte agostiniana della figura allegorica femminile sopra la porta palaziale della Cappella degli Scrovegni, in «Bollettino del Museo Civico di Padova», XCIX, 2010 (2014), pp. 35-46.
- La concezione agostiniana del programma teologico della Cappella degli Scrovegni, in Alberto da Padova e la cultura degli agostiniani, a cura di F. Bottin, Padova University Press 2014, pp. 216-268.
- Il capolavoro di Giotto. La Cappella degli Scrovegni, Editoriale Programma, 2015, pp. 176 (ISBN 978-88-6643-350-7)
- Dante e Giotto: la Commedia degli Scrovegni, in Dante fra il settecentocinquantenario della nascita (2015) e il settecentenario della morte (2021). Atti delle Celebrazioni in Senato, del Forum e del Convegno internazionale di Roma: maggio-ottobre 2015, a cura di E. Malato e A. Mazzucchi, Tomo II, Salerno Editrice, Roma 2016, pp. 799-815.
- Le passioni in Giotto, in El corazón es centro. Narraciones, representaciones y metáforas del corazón en el mundo hispánico, a cura di Antonella Cancellier, Cleup, Padova 2017, pp. 550-592.
- Giotto and Halley's Comet, From Giotto to Rosetta. 30 Years of Cometary Science from Space and Ground, ed. by Cesare Barbieri and Carlo Giacomo Someda, Accademia Galileiana di Scienze, Lettere ed Arti, Padova 2017, pp. 341-364.
- La Cappella degli Scrovegni, in Giotto. Pictor egregius, UTET Grandi Opere, Torino 2017, pp. 209-315.
- Scrovegni Chapel, in Magister Giotto, Franco Maria Ricci, Torino 2017, pp. 138-186.
- Il buon governo in Giotto, in Lingue, linguaggi e politica, a cura di Antonella Cancellier, Alessia Cassani, Luisa A. Messina Fajardo, Giovanna Scocozza, Dagmar Winkler, Cleup, Padova 2019 (ISBN 978 88 5495 085 6), pp. 53-84.
- Giotto: lo sguardo e la visione in Cien mil ojos en dos ojos. Semántica y representaciones del ojo en el mundo hispánico, a cura di Antonella Cancellier e Carmelo Spadola, Cleup, Padova 2022, pp.549-582.
- L'eterna Guernica: Giotto e Picasso, in Storia dell'arte on the road, Studi in onore di Alessandro Tomei, a cura di Gaetano Curzi, Claudia D'Alberto, Marco D'Attanasio, Francesca Manzari, Stefania Paone, Campisano, Roma 2022, pp. 407-413.
- Plinio il Vecchio e l'orsa di Giotto, in Il catalogo del mondo: Plinio il Vecchio e la storia della natura, a cura di Gianfranco Adornato, 24 Ore cultura, Milano 2024, pp. 59-64.

## Altri studi di Storia dell'arte
- Le Veneri di Raffaello (tra Anacreonte e il Magnifico, il Sodoma e Tiziano), in Studi di Storia dell'Arte, 26, Ediart, Todi, 2015, pp. 97-122.
- Archetipi liviani nella storia dell'arte, in Attualità di Tito Livio, in Atti e Memorie dell'Accademia Galileiana di Scienze, Lettere ed Arti in Padova, CXXX - Parte III, Padova 2019, pp. 199-239.
- Antonio Canova: la freccia di Amore e Psiche, in Atti e Memorie dell'Accademia Galileiana di Scienze, Lettere ed Arti in Padova, CXXX - Parte III, Padova 2019, pp. 297-317.
- Charles Patin, sua moglie Madeleine Hommetz e le figlie Gabrielle-Charlotte e Charlotte-Catherine in Fatti e figure dell'Università e dell'Accademia dal Seicento ai giorni nostri, - Parte II e III, Atti dei Convegni (Padova, 18-19 ottobre 2022 e 28 febbraio 2023, a cura di Antonio Daniele e Gregorio Piaia, Padova presso la sede dell'Accademia Galileiana di Scienze, Lettere ed Arti 2024, pp. 57-98.

## Studi di filologia e filosofia
- Marsilio Ficino, De vita libri tres, a cura di Albano Biondi e Giuliano Pisani, Biblioteca dell'Immagine, Pordenone 1991, pp. XXXV-501 (Giuliano Pisani ha curato la definizione del testo latino, la nota al testo, l'apparato critico e gli indici). Si tratta della prima edizione moderna di questo importante trattato ficiniano.
- Platone, Repubblica (antologia), a cura di Franco Sartori e Giuliano Pisani, Biblioteca Filosofica Laterza, Laterza, Bari 1995, pp. 1-301.
- Classicità e cristianesimo: Graecia capta ferum victorem cepit? A proposito del preambolo della Costituzione europea, in Disegnare il futuro con intelligenza antica. L'insegnamento del latino e del greco antico in Italia e nel mondo, a cura di L. Canfora e U. Cardinale, Il Mulino, Bologna 2012, pp. 89-99.
- Una violenza coniugale: Zeus, Era ed Efesto, in L'indagine e la rima. Scritti per Lorenzo Braccesi, L'Erma di Bretschneider, Roma 2013, II, pp. 1079-1087.
- La voce di Omero, prefazione a Enzo Mandruzzato, Achille, l'eroe gentile, Cleup, Padova 2013, pp. 7-13
- «Seguire sua legge»: Valgimigli e l'arte del tradurre, in Atti e Memorie dell'Accademia Galileiana di Scienze, Lettere ed arti, CXXVIII, Parte III, 2016, pp. 325-342
- Amathia (da Eraclito ad Hannah Arendt, da Platone a Giotto, in Atti e Memorie dell'Accademia Galileiana di Scienze, Lettere ed Arti in Padova, CXXX - Parte III, Padova 2019, pp. 113-127.
- Orazio: la parmula di Filippi e l' Epicuri de grege porcum, in Atti e Memorie dell'Accademia Galileiana di Scienze, Lettere ed Arti in Padova, CXXXI - Parte III, Padova 2020, pp. 291-310.
- Una lettura del Padre nostro, in Atti e Memorie dell'Accademia Galileiana di Scienze, Lettere ed Arti in Padova, CXXXVI - Parte III, Padova 2024, pp. 213-221.

## Raphael
Nel 2018 ha pubblicato il romanzo ''Raphael'' con l'editore GMlibri di Milano ISBN 978-88-5528-003-7

## L'ignoranza e la scelta. Etica per un'umanità disorientata
Nel 2025 ha pubblicato il saggio L'ignoranza e la scelta. Etica per un'umanità disorientata, Ronzani editore 2025, Dueville (Vicenza) - ISBN 979-12-5997-200-2

## Studi vari
- Mario Todesco e gli studenti del Tito Livio caduti nella guerra di liberazione, in Padua Felix, Storie padovane illustri, a cura di O. Longo, Esedra editrice, Padova 2007, pp. 397-406.
- Mario Todesco e gli studenti martiri della Resistenza al Tito Livio, in Mario Todesco e gli allievi caduti per la Resistenza, Padova 2006, pp. 35-40 e pp. 63-71.
- Il conferimento della medaglia d'oro al merito civile al prof. Mario Todesco, in «Padova e il suo territorio» XXIII, 133, 2008, pp. 8-10.
- Padova. Le leggi razziali. Lo sterminio, Catalogo della Mostra, a cura di Giorgio Biasco, Mario Jona e Giuliano Pisani, Comune di Padova, 2009.
- Il Giardino dei Giusti del Mondo di Padova, a cura di Giuliano Pisani, Comune di Padova, 2013.
- Konzentrationslager Auschwitz, Catalogo della Mostra, a cura di Giuliano Pisani, Darius Kmiotek, Malgorzata Budny, Polonia 2010.
- R. Ghidotti, Non abbandonarli. Madre con lo sguardo. Ida Lenti Brunelli, Giusta tra le Nazioni, Presentazione di Giuliano Pisani, Orizzontilibri 2010, pp. 5-7.
- Don Guido, gli Statuti e il Castello, in Don Guido Beltrame. Pastore e Ricercatore, Cleup, Padova 2012, pp. 251-256.
- Charles Patin, sua moglie Madeleine Hommetz e le figlie Gabrielle-Charlotte e Charlotte-Catherine, in Fatti e figure dell'Università e dell'Accademia dal Seicento ai giorni nostri, parte II e III, Atti dei Convegni, Padova 18-19 ottobre 2022 e 28 febbraio 2023, a cura di Antonio Daniele e Gregorio Piaia, Accademia Galileiana di Scienze, Lettere ed Arti in Padova, Padova presso la sede dell'Accademia, 2024, pp. 57-98.

## Mostre multimediali d'arte e film
Nel 2017 ha curato con Alessandro Tomei la mostra multimediale "Magister Giotto" (Venezia, Scuola Grande della Misericordia).
Nel 2018 ha curato con Mario Guderzo la mostra multimediale "Magister Canova" (Venezia, Scuola Grande della Misericordia).
Nel 2019 ha curato a Tbilisi, capitale della Georgia, la mostra multimediale "Immagica. Arte italiana. Un viaggio nella Bellezza".
Nel 2021 ha collaborato con altri studiosi al docufilm di Sky Arte Raffaello. Il giovane prodigio, regia di Massimo Ferrari.
Nel 2022 ha scritto la sceneggiatura del film immersivo Giotto beyond Borders, regia di Emilio della Chiesa, film che ha riportato il primo premio in prestigiosi festivals cinematografici nella sezione Virtual Reality (VR), tra cui Calcutta, Bhutan, Mosca, Toronto, San Pietroburgo, Cannes, Singapore, Sidney, Sofia, Colonia.

## Riconoscimenti
- Nel 1990 ha vinto il Premio Monselice – Leone Traverso per le sue traduzioni dal greco.[7]
- Nel 1999 ha ricevuto il Premio Marcello d'Olivo - Città di Lignano – V ed. (Sezione Lettere).
- Nel 2000 il Premio Francesco Petrarca dell'Accademia Euganea di Scienze, Lettere e Arti.
- Nel 2009 ha vinto il Premio del Libraio - Città di Padova - XVI edizione nella sezione Saggistica con I volti segreti di Giotto, edito da Rizzoli nel 2008.
- Nel 2017 il Presidente della Repubblica gli ha conferito il titolo di Cavaliere dell'Ordine al Merito della Repubblica Italiana.